# Jean Dréville
Jean Dréville (Vitry-sur-Seine, 1906. szeptember 20. – Vallangoujard, 1997. március 5.) francia filmrendező.

## Életpályája
Fényképészetet tanult, fotós lett, majd mint újságíró dolgozott. 1925–1928 között a Cinégraphie című lapot szerkesztette. Később Marcel L’Herbier asszisztense és önálló kisfilmalkotó volt. Az 1930-as évek elején mutatkozott be normál terjedelmű filmmel. Az 1952-es cannes-i filmfesztivál zsűritagja volt. 1958-ban Keleti Mártonnal együtt forgatta Fekete szem éjszakája (1959) című francia–magyar színes koprodukciós filmet Nicole Courcellel a főszerepben.

### Munkássága
Sokat dolgozott együtt Noël-Noëllel, az ismert komikussal. Közös alkotásuk, a Kellemetlenkedők (1948) című szellemes, ötletes vígjáték, amely kigúnyolja a mindennapi élet különböző bosszantó figuráit. Haladó álláspontját a Normandia-Nyeman (1960) légi ezred szovjetunióbeli harcait megörökítő szovjet–francia koprodukciós műve bizonyította.

## Magánélete
1952–1997 között Véronique Deschamps francia színésznő volt a felesége.

## Filmjei

### Filmrendezőként
- Mikor eldől a gabona (1929)
- A pénz körül (Autour de l'argent) (1929)
- Három százalék (Trois pour cent) (1934)
- Arany ember (Un homme en or) (1934)
- Kis szövetségesek (Les petites alliées) (1936) (forgatókönyvíró is)
- Colibri mama (Maman Colibri) (1937)
- A sakkjátékos (Le joueur d'échecs) (1938) (forgatókönyvíró is)
- Kaukázusi brigád (1939) (rendező-asszisztens is)
- A normandiai nagybácsi (Son oncle de Normandie) (1939)
- Mindenért fizetni kell (1940)
- Közveszélyes kisasszony (1942)
- A Roqueuvillard-ok (Les Roquevillard) (1943) (forgatókönyvíró is)
- Az óceán kadétjai (Les cadets de l'océan) (1945)
- A látogató (Le visiteur) (1946)
- Tökéletes alibi (1947)
- Kellemetlenkedők (1948)
- Nehézvíz csatája (1948)
- Vissza az életbe (Retour à la vie) (1949)
- A nagy találkozás (Le grand rendez-vous) (1950) (forgatókönyvíró is)
- A hét főbűn (Les sept péchés capitaux) (1952)
- Végtelen látóhatárok (Horizons sans fin) (1953)
- Margit királyné (1954)
- Közbeeső állomás: Orly (Escale à Orly) (1955) (színész is)
- Gyalog, lovon, szputnyikon (À pied, à cheval et en spoutnik!) (1958)
- Fekete szem éjszakája (1959)
- Normandia-Nyeman (1960)
- La Fayette (1961) (forgatókönyvíró és filmproducer is)
- Az elaltatott őrszem (La sentinelle endormie) (1966)
- Az utolsó mohikán (1968)

### Színészként
- Napóleon (1927)

## Díjai
- Louis Delluc-díj (1948) Kellemetlenkedők